# Zaconia

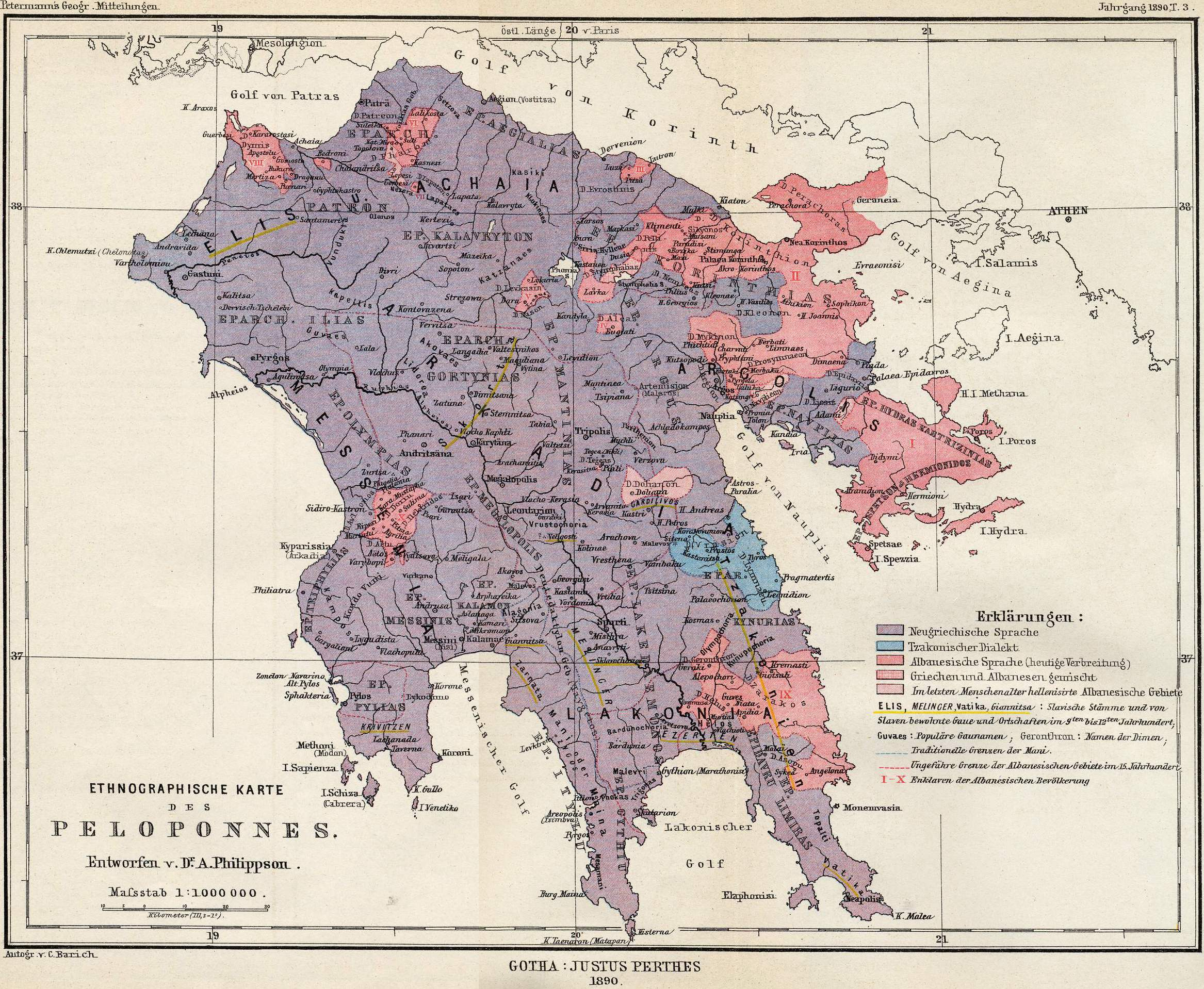
Vecchia mappa etnica del Peloponneso. L'area della Zaconia è in blu.

La Zaconia (Τσακωνιά in greco) è una regione nel Peloponneso orientale dove si parla il dialetto zaconico. Non è un'entità politica, ma un nome geografico-culturale come "Dixie" negli Stati Uniti o il "West Country" in Inghilterra.

## Etimologia
Secondo la definizione del professore Thanasis Costakis la Zaconia è l'area compresa attualmente  tra la città di Agios Andreas in Cinuria a sud di Leonidio e Tyros e all'interno fino a Kastanitsa e Sitaina, ma in passato il dialetto zaconico si estendeva fino a Capo Malea, nella parte orientale della Laconia. In passato la città principale è stata  Prastos, che ha beneficiato di un privilegio speciale di concesso dalle autorità in Costantinopoli. Prastos fu bruciata da Ibrahim Pasha nella guerra d'indipendenza greca e fu abbandonata, con molti dei suoi abitanti in fuga verso l'area intorno Leonidio e Tyros o verso altre parti sul Golfo Argolico.
Alcuni primi commentatori sembrano aver confuso il dialetto maniota col dialetto zaconico, a dimostrazione della natura flessibile del termine.